# His Master's Voice (film 1925)
His Master's Voice è un film muto del 1925 diretto da Renaud Hoffman. Film di guerra, ambientato all'epoca della prima guerra mondiale, fu prodotto dalla Gotham Productions. Aveva come protagonista Thunder the Dog, un cane pastore tedesco star canina dell'epoca.

## Trama

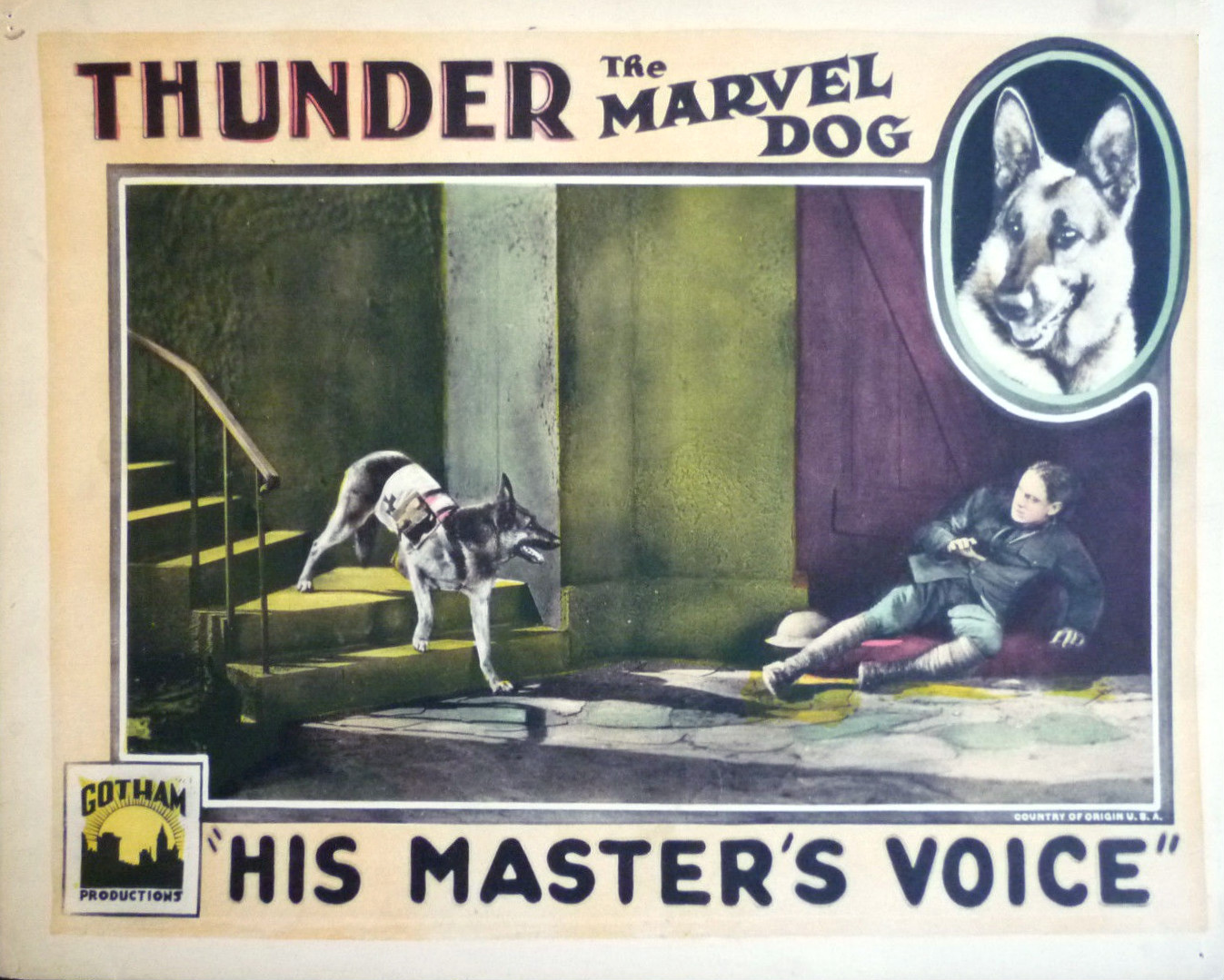
Thunder e George Hackathorne

La città di Maryville si riunisce al cimitero canino per rendere omaggio a Rex, valoroso pastore tedesco che si è comportato eroicamente durante la guerra, salvando anche la vita di un concittadino, il capitano William Joyce. Il capitano ricorda la sua storia: giovane e timido, sognava di diventare un architetto ma le sue speranze erano andate a cozzare contro una dura realtà quando John Fenton, quello che credeva un amico, aveva spacciato come suoi i disegni di William, spezzandogli la carriera. Qualche tempo dopo, William viene arruolato, lasciando a casa la madre e il fido cane Rex che poi viene addestrato per servire nella Croce Rossa.
In Francia, durante un attacco aereo, William si rifugia spaventato in un villaggio deserto. Rex si trova lì vicino, in un'ambulanza con la gomma a terra. Sentendo il suo padrone, corre da lui e questi, al vederlo, riprende coraggio e torna alla sua unità.
Cane e padrone collaborano insieme e, un giorno, Rex salva la vita a William difendendolo dall'attacco di un soldato nemico. William, benché ferito, riesce così a compiere la pericolosa missione oltre le linee nemiche che gli era stata assegnata.
Ambedue feriti, ricevono in ospedale la medaglia al valore.
Completamente ristabilito, William viene assegnato a servizio aereo e vola su un biplano con Rex accanto quando abbatte uno Zeppelin.
La guerra e tutto quello che ha visto e vissuto hanno fatto maturare William che adesso non è più il timido ragazzino di una volta, ma un uomo deciso ad affrontare Fenton per fargli confessare la frode commessa nei suoi confronti.
Quando, nel novembre 1918, viene firmato l'armistizio, William e Rex vengono accolti a casa da un paese in parata. William vede la biblioteca realizzata sui suoi vecchi disegni e affronta Fenton che è costretto a dire la verità davanti a tutti mentre Rex guarda orgogliosamente il suo padrone. La città in festa assiste poi all'inaugurazione della statua dedicata all'eroe canino.

## Produzione
Il film, prodotto dalla Gotham Productions, venne girato muto ma alcune sequenze vennero poi sonorizzate con la canzone His Master’s Voice e l'arrangiamento musicale di Joseph E. Zivelli.

## Distribuzione
Distribuito dalla Lumas Film Corporation, il film uscì nelle sale statunitensi nel settembre 1925, presentato a New York il 16 ottobre.
Il copyright del film, richiesto dalla Lumas Film Corp., fu registrato il 13 ottobre 1925 con il numero LP21905.
Nel 1932, la pellicola venne rimontata e, con il titolo The War Dog venne approvata del New York State Censor Board. Questa versione incorporava gran parte della pellicola del 1925, sonorizzata e con l'aggiunta di alcune scene. Benché la storia risultasse simile, i nomi dei personaggi vennero cambiati e quello del cane Thunder venne trasformato in quello di Rex.

### Conservazione
Copia completa della pellicola si trova conservata negli archivi della Library of Congress di Washington e al BFI/National Film And Television Archive di Londra.